# لوني (جمهورية التشيك)
لوني (بالتشيكية: Louny)‏ هي بلدة في إقليم أوستي ناد لابم في جمهورية التشيك، وهي مركز مقاطعة لوني.
يبلغ عدد سكان هذه البلدة 19,157 حسب إحصاء في سنة 2006.

## توأمة
للوني اتفاقيات توأمة مع كل من:
- تشوباو (4 مايو 1972 - )[10]
- Veneux-les-Sablons [الإنجليزية]‏ (14 يوليو 2004 - )[11]
- لوتشينيتس (1995 - )[12]
- باريندريخت (1990 - )[13]
- سوزدال [14]

## أعلام
- كارولينا بلسكوفا
- ياروسلاف هيلبرت
- لاديسلاف نوفاك
- كاريل زلينكا
- كريستينا بليسكوفا

## اقرأ أيضاً
- مقاطعة لوني